# Frankenstein (oberrheinisches Adelsgeschlecht)

Stammwappen derer von Franckenstein

Frankenstein (auch Franckenstein) ist der Name eines fränkischen, edelfreien Geschlechts, das von den Herren von Lützelbach bzw. deren Nachfahren, den Dynasten von Breuberg, im Odenwald abstammt.

## Familiensage
Im Jahr 948 soll ein Arbogast von Franckenstein in zwei Verträgen mit dem Abt des Klosters Lorsch zugesagt haben, „den Wagenzügen uff der Bergstrass Schutz und Schild zu sein durch Frankensteinisch Gebiet nicht nur allein, sondern der Momling zu. Woselbst die Herren von Breuberg diesen Dienst übernehmen …“ Ebenfalls in diesem Jahr soll besagter Arbogast auf Einladung des Erzbischofs Bruno von Köln, welcher vorher Abt des Klosters Lorsch gewesen sein soll, das dortige Turnier gewonnen haben.
Arbogast von Franckenstein wird in Rüxners Turnierbuch genannt und ist daher höchstwahrscheinlich lediglich legendär, da Rüxners Angaben, vor allem in den „frühen Jahrhunderten“, häufig fiktiv sind. Auch die genannten Verträge sind keineswegs im Kloster Lorsch zu finden, sondern tauchen lediglich in Sekundärliteratur auf. Dass diese angeblichen Verträge zudem in einem neuhochdeutschen Dialekt verfasst sind, statt in Latein oder zumindest in den im 10. Jahrhundert noch gesprochenen Althochdeutsch, stützt die Auffassung einer späteren, historisierenden Erfindung.
Gegen die Authentizität von Arbogast von Franckenstein spricht zudem die Tatsache, dass Ritterturniere in Deutschland erst ab dem 12. Jahrhundert stattfanden.
Da fest steht, dass die Frankensteiner Ritter von Konrad II. Reiz von Breuberg abstammen, dürfte das Geschlecht der Herren von und zu Frankenstein erst im 13. Jahrhundert entstanden sein.
Auf die Familienüberlieferung mit dem Ritterturnier nimmt 1691 auch die Grabinschrift des Wormser Bischofs Johann Karl von und zu Frankenstein, im Frankfurter Kaiserdom St. Bartholomäus Bezug. Sie lautet:

„Hier ruht Johann Carl, bestätigter Bischof von Worms, Fürst des Heiligen Römischen Reichs, aus dem sehr alten Geschlecht der Freiherrn von und zu Franckenstein, seit 900 Jahren durch Ritterspiele berühmt, der zwei Altäre und Vikarien in dieser Kirche erneuerte, welche von den deutschen Rittern von Sachsenhausen, Wolfram 1320 und Rudolf 1325 gestiftet und an die Familien Cleen und Franckenstein übertragen worden waren.“

## Geschichte
Ludwig von Luetzelbach war der Ahnherr des Hauses Frankenstein und wird urkundlich im Jahr 1115 das erste Mal erwähnt, sein Nachkomme Wieknand nochmals 1160.
Dessen Enkel Konrad I. und seine Nachkommen erbauten um 1200 die gleichnamige Burg Breuberg und nannten sich in der Folge Herren von Breuberg. Durch die Heirat seines Sohnes Eberhard I. Reiz von Breuberg mit Mechtild (Elisabeth?), einer der fünf Erbtöchter des Landvogts Gerlach II. von Büdingen, im Jahre 1239 verlagerten sich Macht, Besitz und Interessen auch in die Wetterau, wo die Breuberger Arrois, Gerlach und Eberhard III. nacheinander das Amt des Landvogtes in der Wetterau innehatten. Sie fanden im Kloster Konradsdorf bei Ortenberg ihre letzte Ruhestätte.
Vor 1250 erbaute wahrscheinlich Konrad II. Reiz von Breuberg die Burg Frankenstein und benannte sich fortan nach ihr. Er wurde der Begründer der reichsunmittelbaren Herrschaft Franckenstein mit Besitzungen in Nieder-Beerbach, Eberstadt, Ockstadt (heute zu Friedberg), der Wetterau und dem Hessischen Ried.
Unter Frankensteiner Oberherrschaft (Oberherren) standen Eberstadt (heute zu Darmstadt), Nieder-Beerbach (heute zu Mühltal), Ober-Beerbach (heute zu Seeheim-Jugenheim), Schmal-Beerbach (heute zu Lautertal), Stettbach (heute zu Seeheim-Jugenheim), Allertshofen (heute zu Modautal), Bobstadt (heute zu Bürstadt), Messenhausen (heute zu Rödermark) und Ockstadt sowie Straßheim. Darüber hinaus besaßen die Frankensteiner weitere Besitz- und Herrenrechte als Burggrafen in Zwingenberg (Schloss Auerbach), Darmstadt, Groß-Gerau (Schloss Dornberg), Bensheim und Frankfurt am Main, an welche heute noch der Frankensteiner Platz und Frankensteiner Straße im Stadtteil Sachsenhausen erinnern. 1292 erzwangen die Grafen von Katzenelnbogen die Öffnung der Burg. In den Folgejahren gehörte die Burg zum Einflussbereich der Katzenelnbogener Obergrafschaft rund um ihre Nebenresidenz Darmstadt.
Aufgrund von Territorialdifferenzen und damit verbundenen Auseinandersetzungen mit den Landgrafen von Hessen sowie des Festhaltens der Frankensteiner und ihrer Untertanen am katholischen Glauben, bzw. ihren Kirchenpatronatsrechten nach Einführung der Reformation in der Landgrafschaft Hessen, kam es im Jahre 1662 zum Verkauf der Herrschaft an die Landgrafen, nach vorausgegangenen Prozessen vor dem Reichskammergericht.
Die Familie konnte durch die im Laufe der Reformation verstärkt freigewordenen Ämter und Posten solche in verschiedenen Domkapiteln, Abteien und Bistümern als Domkapitularen, Äbtissinnen und Fürstbischöfen besetzen.
Nach dem Verkauf der Herrschaft Franckenstein zog sich die Familie auf ihre Besitzungen in Ockstadt (Schloss Ockstadt) und der Wetterau zurück und erwarb Ende des 17. Jahrhunderts die Herrschaft Ullstadt in Mittelfranken. Im 19. Jahrhundert erwarb sie auch die Herrschaft Thalheim in Oberösterreich. Die Familie besteht noch heute aus zwei in Deutschland, Österreich, Großbritannien und den Vereinigten Staaten von Amerika lebenden Linien.

## Wappen
- Das Stammwappen zeigt ein in Gold schräggestelltes rotes Axteisen (Beileisen) mit quergestellter rechteckiger Stielöffnung. Auf dem Helm mit rot-goldenen Decken ein wie der Schild bezeichneter offener Flug.
- Das gemehrte Wappen von 1706 (Wappenvereinigung mit von Sachsenhausen und von Praunheim) ist gespalten, zweimal geteilt und mit dem Stammwappen als Herzschild belegt. In Feld 1 und 6 in Gold ein dreiblättriges rotes Kleeblatt († von Cleen), in Feld 2 und 5 in Blau ein rechtsgestellter silberner Helm, darauf ein wachsender silberner Schwan, dessen erhobene rote Flügel mit je einem silbernen Balken belegt sind, 3 und 4 in Gold ein roter Balken, darüber 3 grüne Zweige mit je 3 Blättern († von Praunheim-Sachsenhausen). 3 Helme mit rechts rot-goldenen, links blau-silbernen Decken, auf dem rechten Hals und Kopf eines natürlichen Pfaues zwischen geschlossenem, oben schwarzen und mit silbernen Herzen bestreuten, unten goldenem und mit rotem Kleeblatt belegten Flug (von Cleen), auf dem mittleren ein mit dem roten Beileisen belegter offener goldener Flug, auf dem linken der Schwan (von Sachsenhausen).

Urwappen der Herren von Lützelbach-Breuberg
Wappen der Herren von Breuberg (Adelsgeschlecht) nach 1290
Franckenstein Wappenschild
Sog. gemehrtes Franckenstein-Wappen als Nachfolger der Cleen (Adelsgeschlecht)
Sog. großes Franckenstein-Wappen
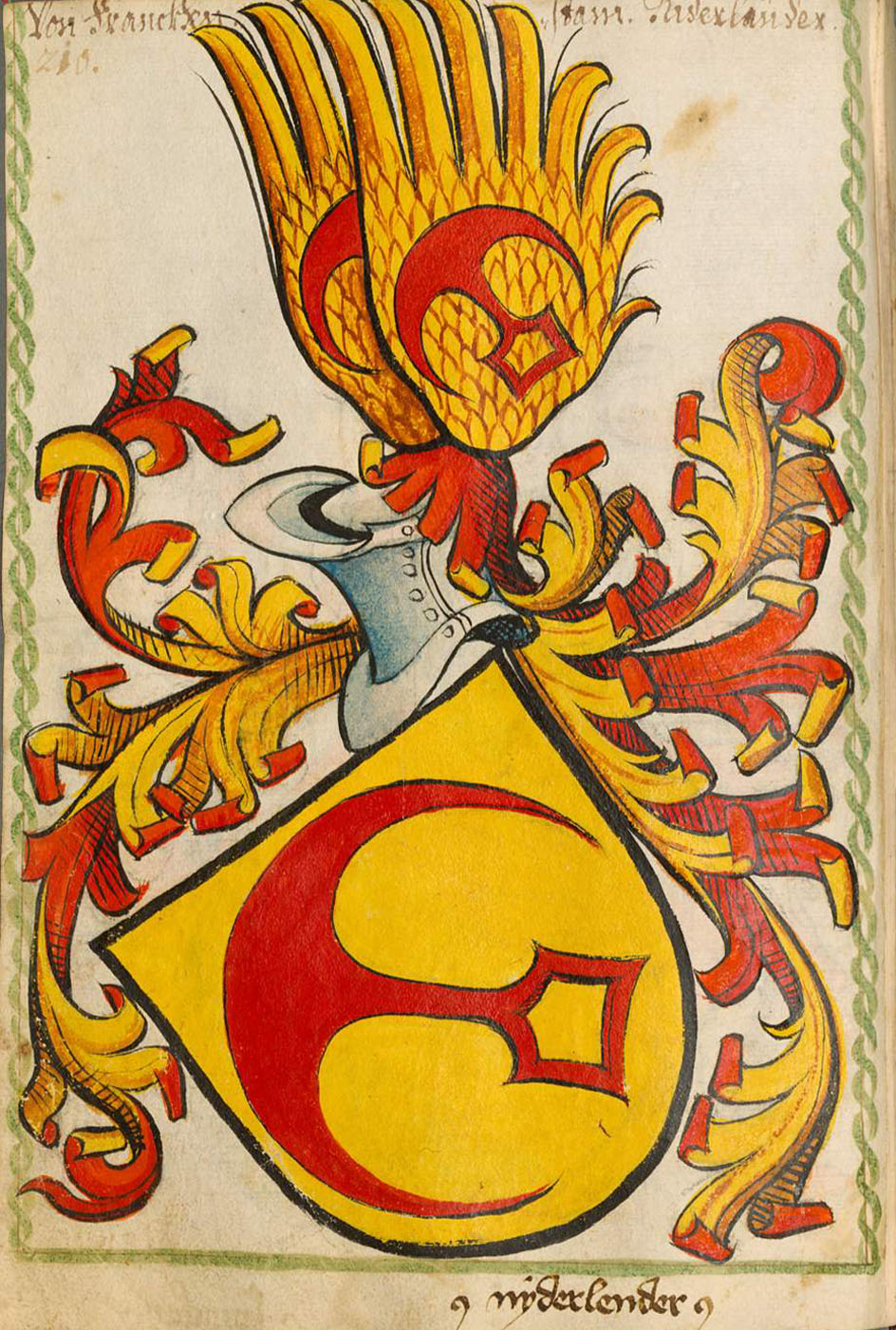
Franckenstein-Wappen aus dem Scheiblerschen Wappenbuch
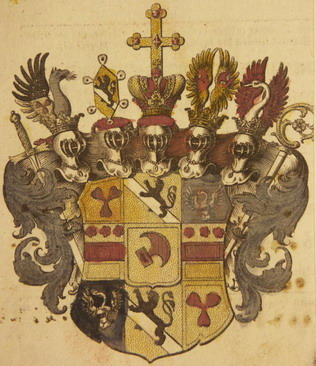
Fürstbischöfliches Wappen des Fürstbischofs Philipp Anton von Bamberg
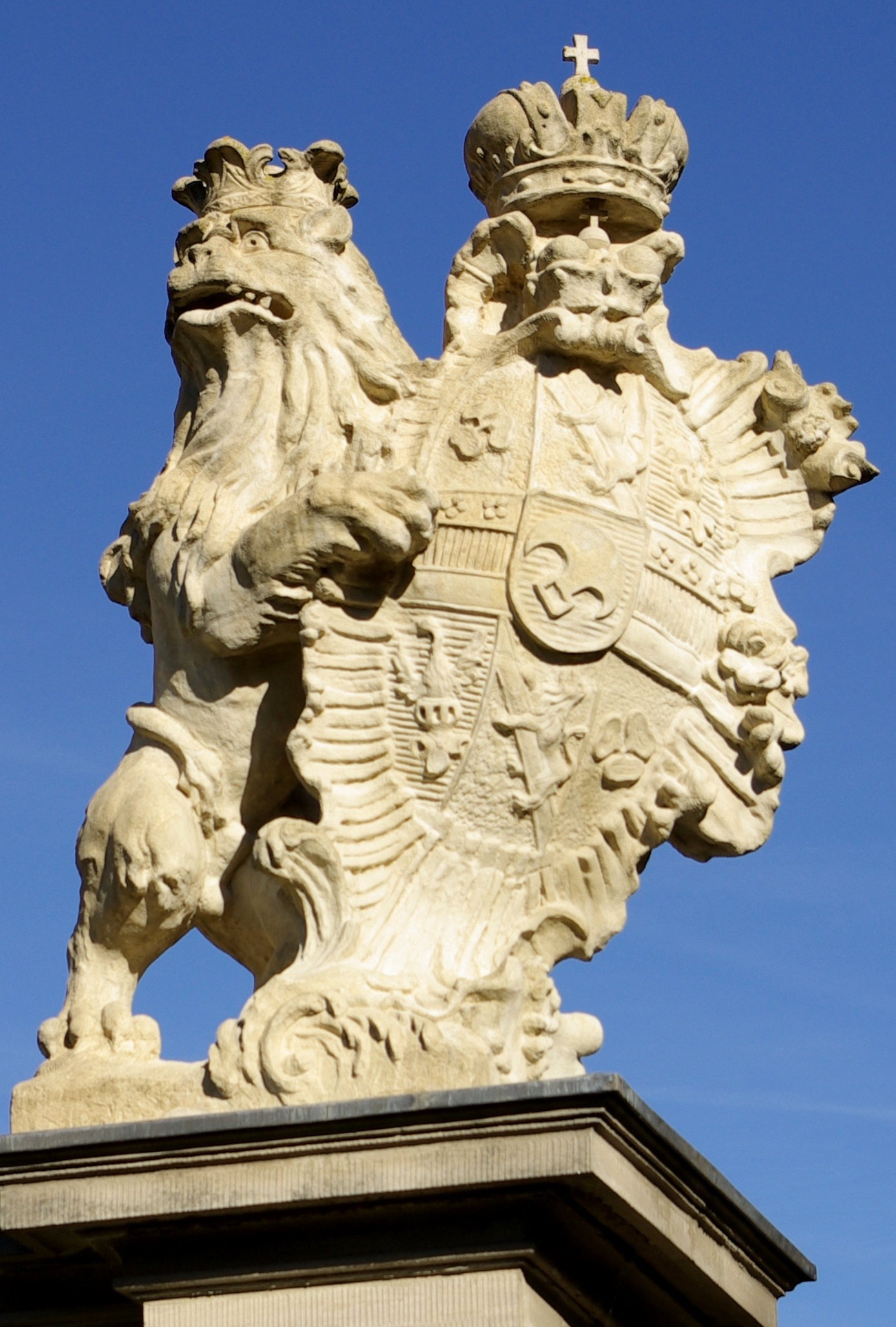
Fürstbischöfliches Wappen des Fürstbischofs Philipp Anton von Bamberg am Schloss Ullstadt
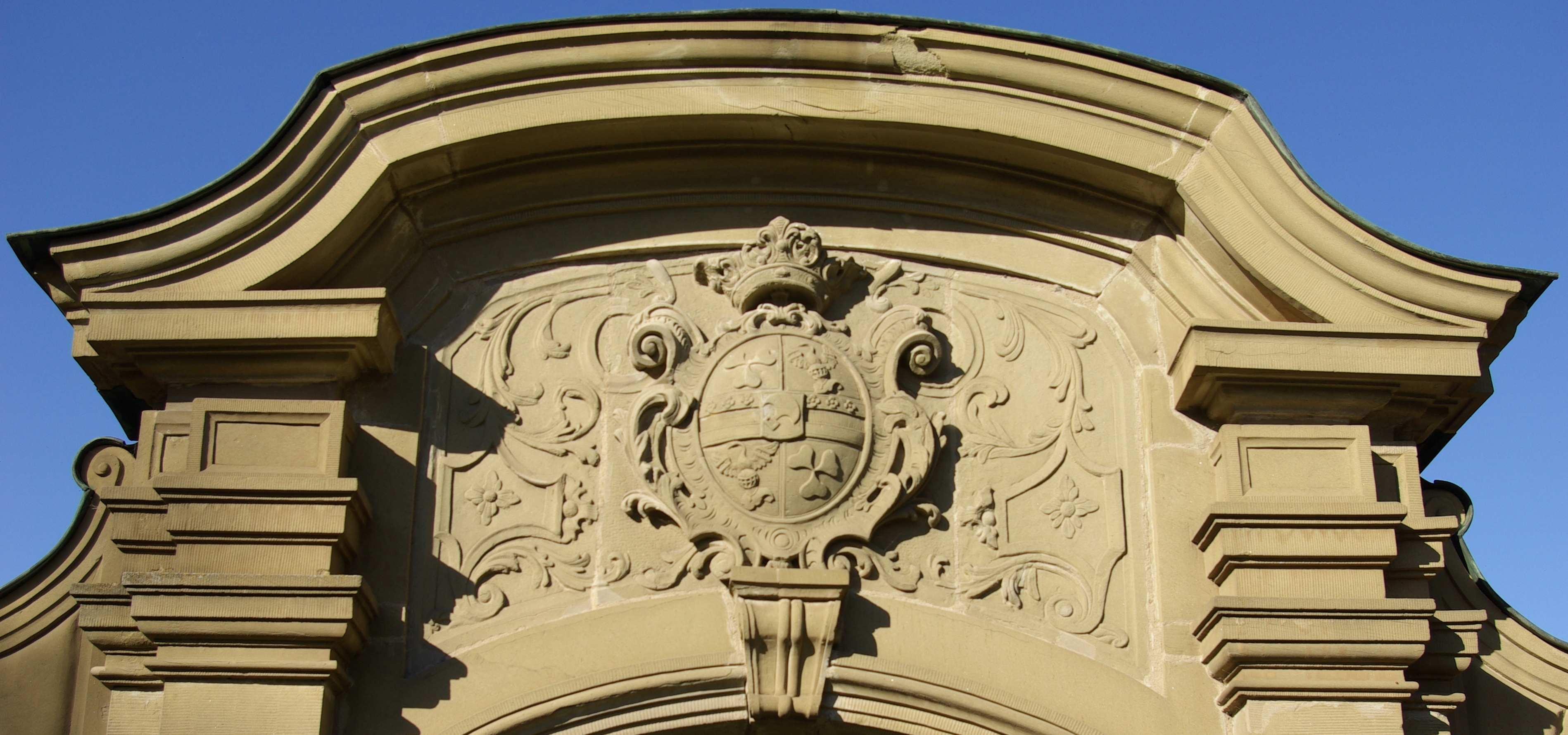
Familienwappen des Fürstbischofs Philipp Anton von Bamberg am Schloss Ullstadt
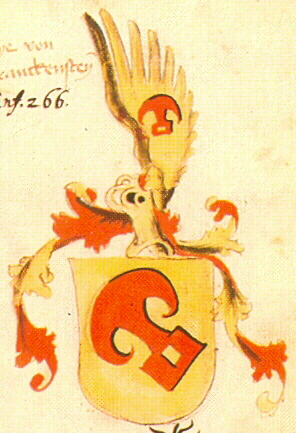
Wappen im Ingeram-Codex
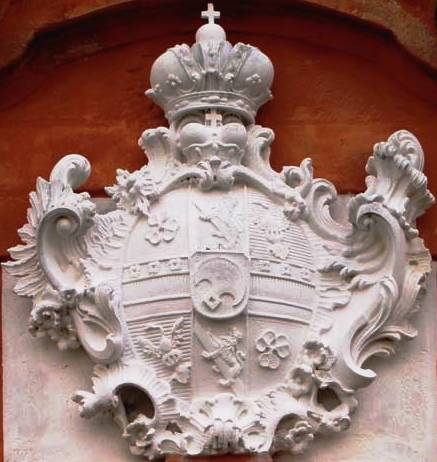
Franckenstein-Wappen am Schloss Seehof
Franckenstein-Wappen im Rathaus Darmstadt-Eberstadt
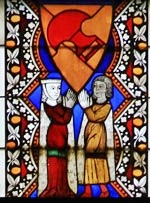
Franckenstein Wappenfenster in der Katharinenkirche (Oppenheim), um 1450
Wappen der Gemeinde Mühltal im Odenwald
Wappen der Gemeinde Modautal
Wappen der Gemeinde Bobstadt
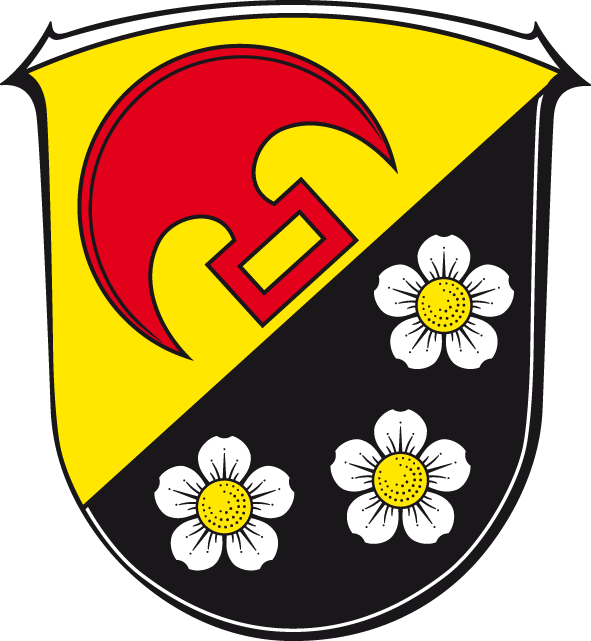
Wappen des Friedberger Stadtteils Ockstadt
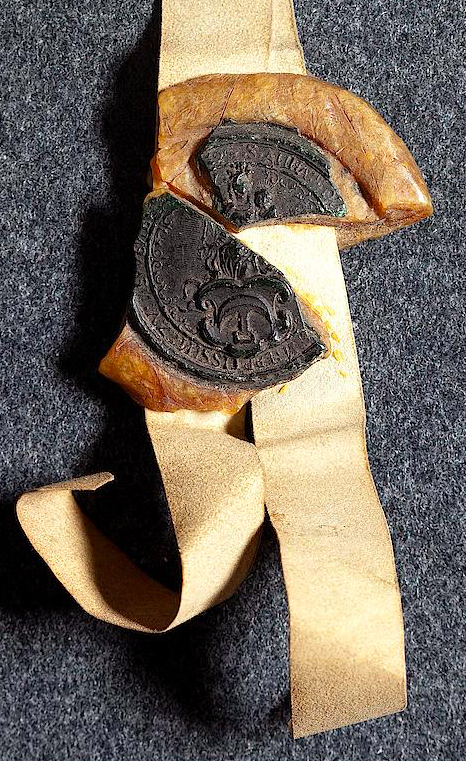
Siegel der Äbtissin Anna von Franckenstein

## Heutige und ehemalige Besitzungen

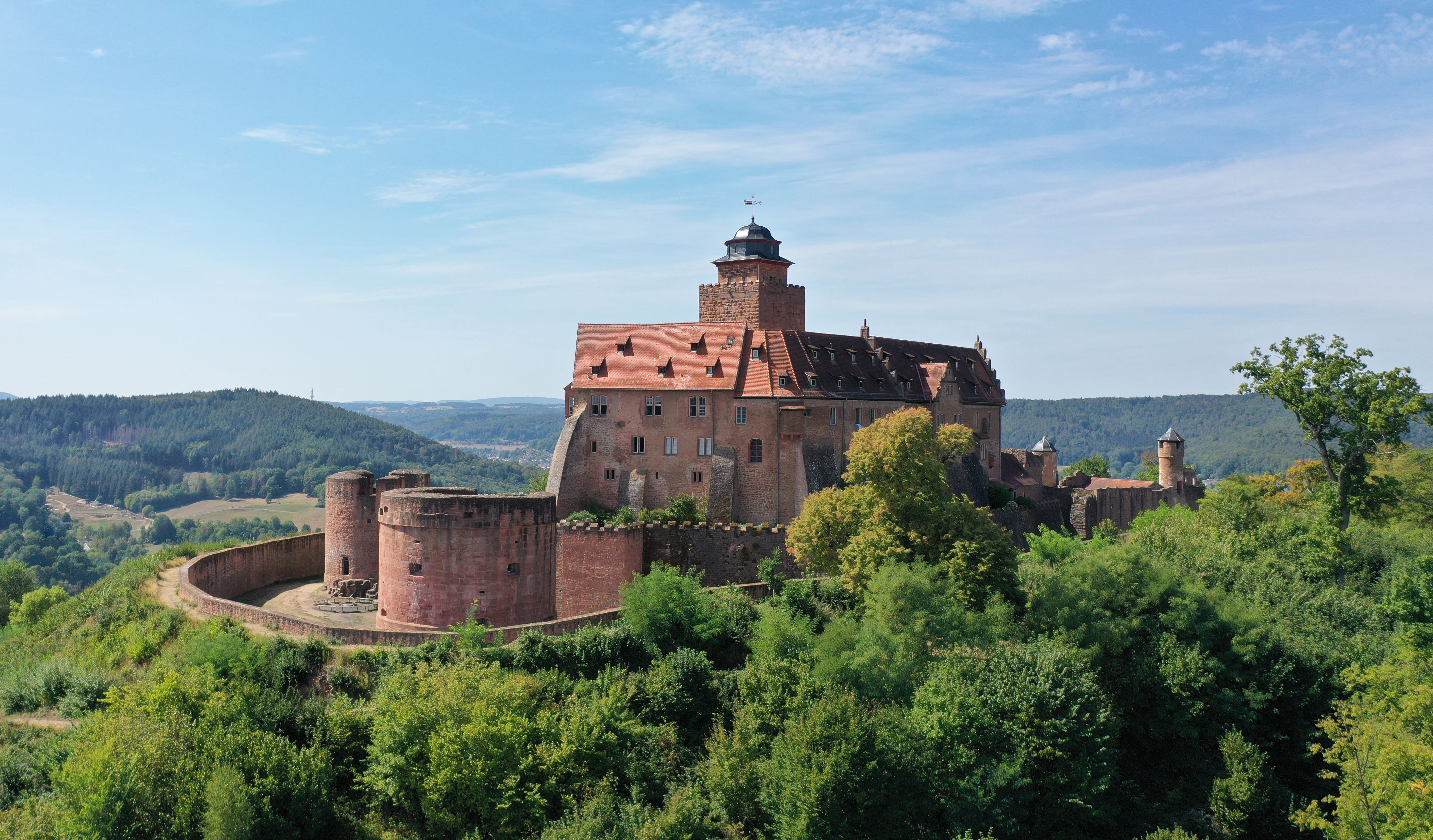
Burg Breuberg
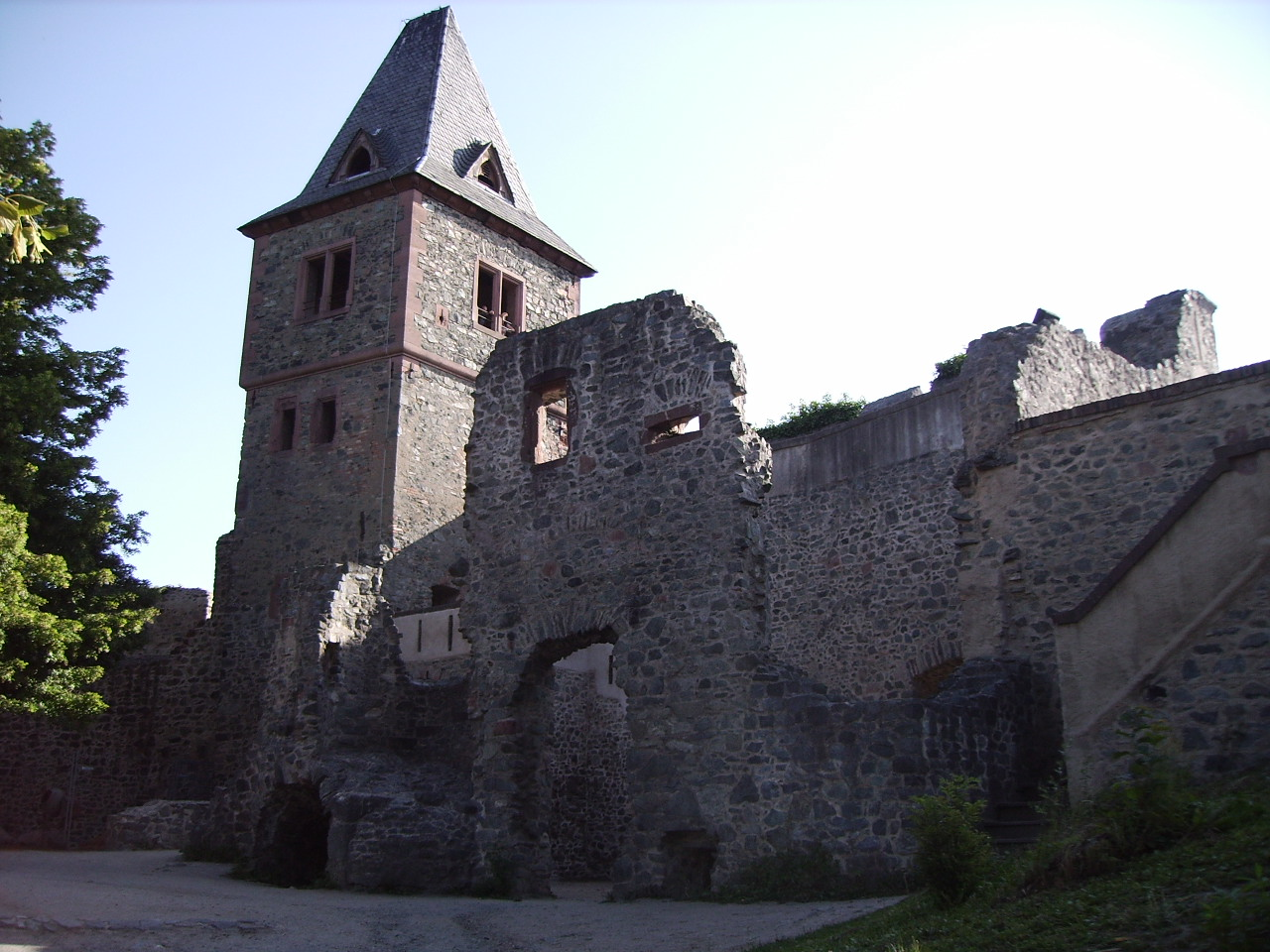
Burg Frankenstein
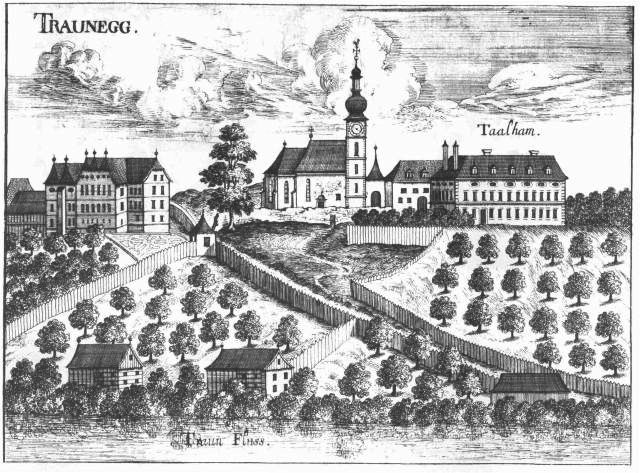
Schloss Traunegg, Stich von Georg Matthäus Vischer 1674
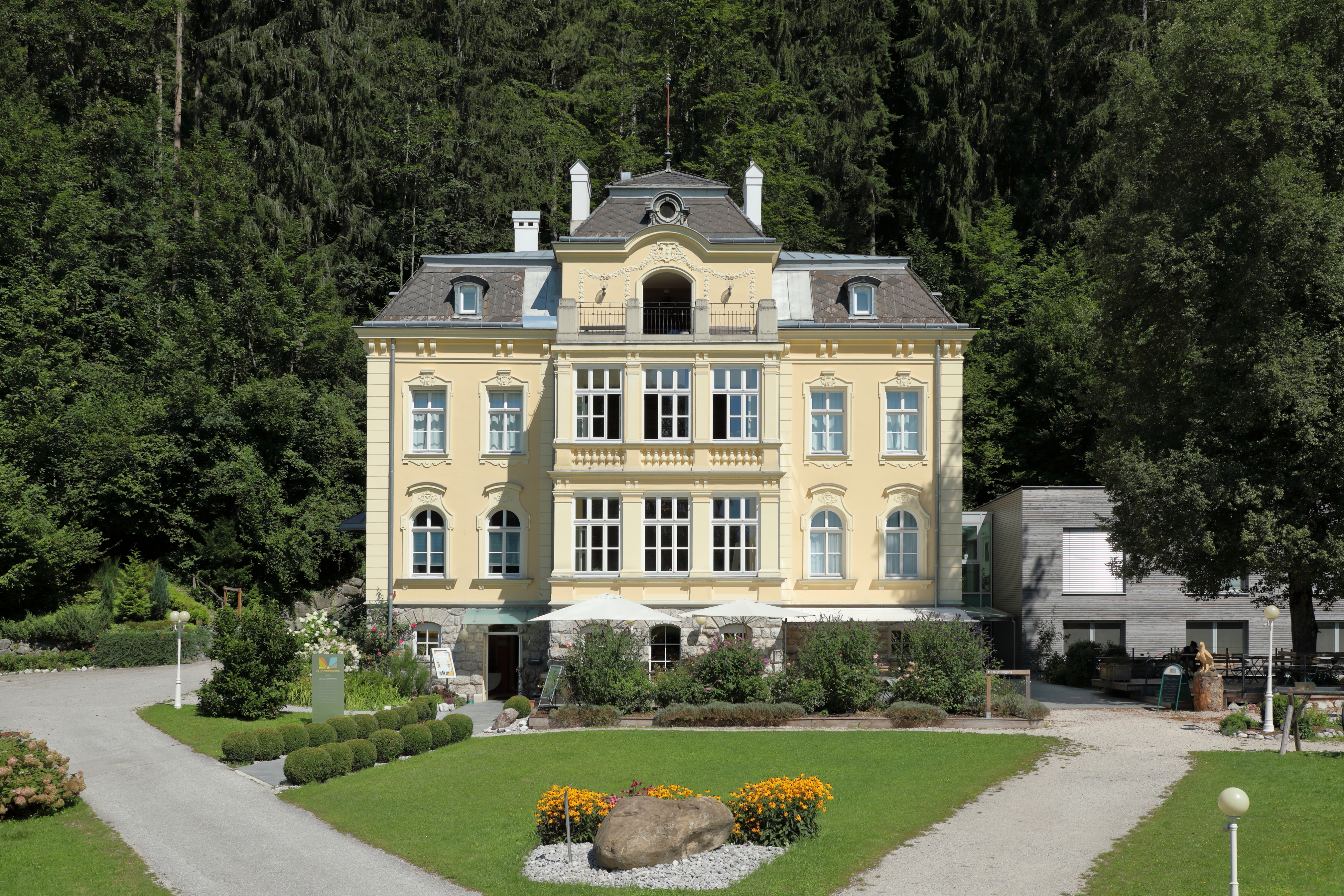
Villa Sonnwend bei Windischgarsten (1907–1935)
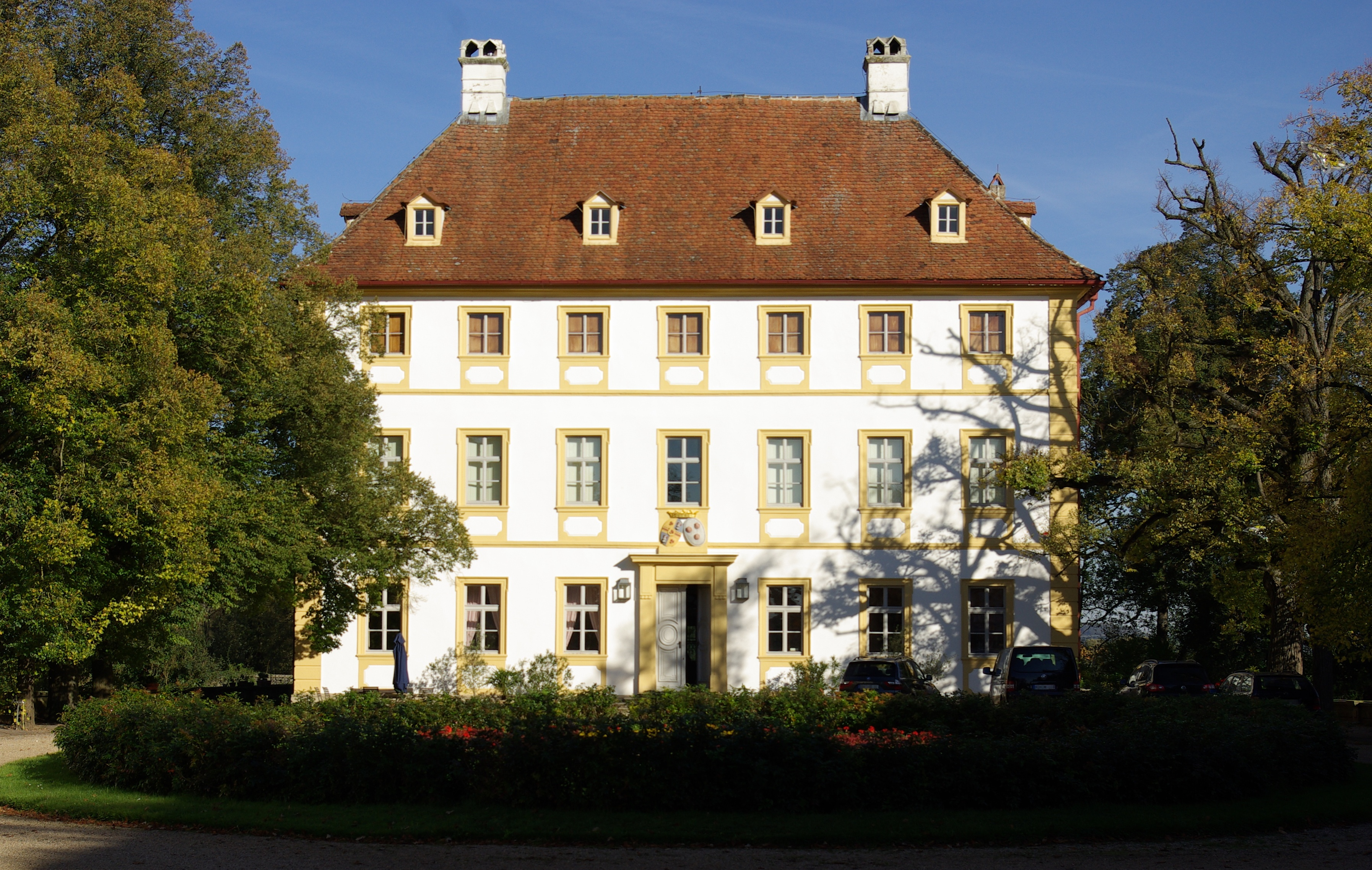
Schloss Ullstadt, seit ca. 1718 bis heute im Besitz der Familie
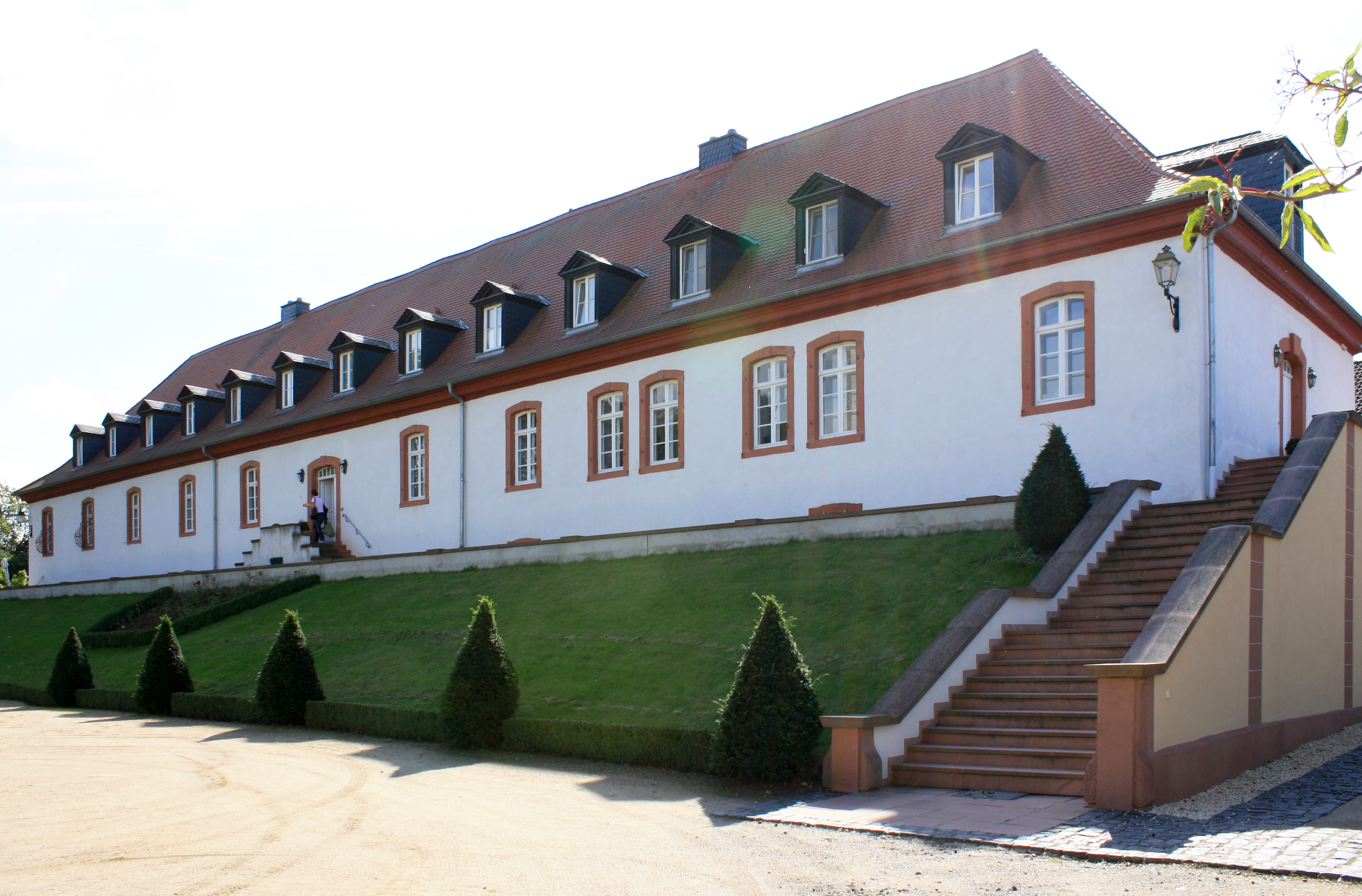
Schloss Franckenstein, Ockstadt
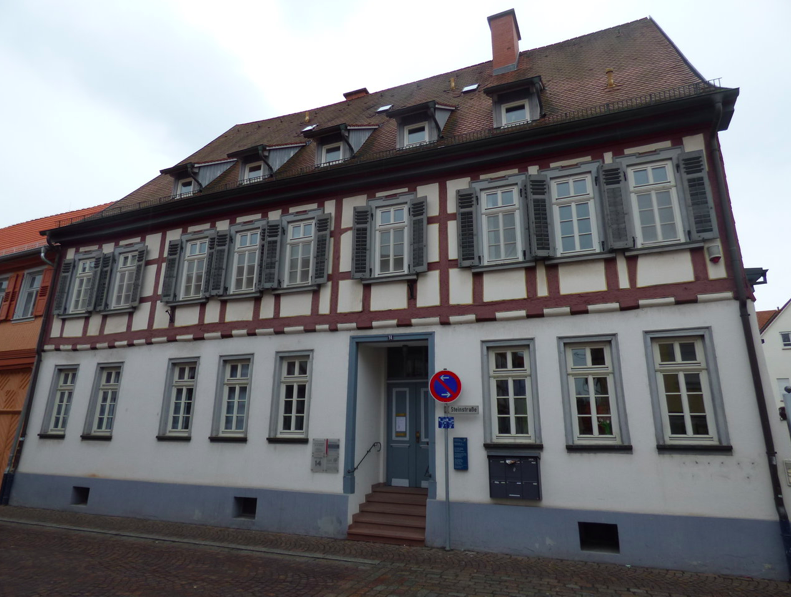
Frankensteiner Hof in Dieburg
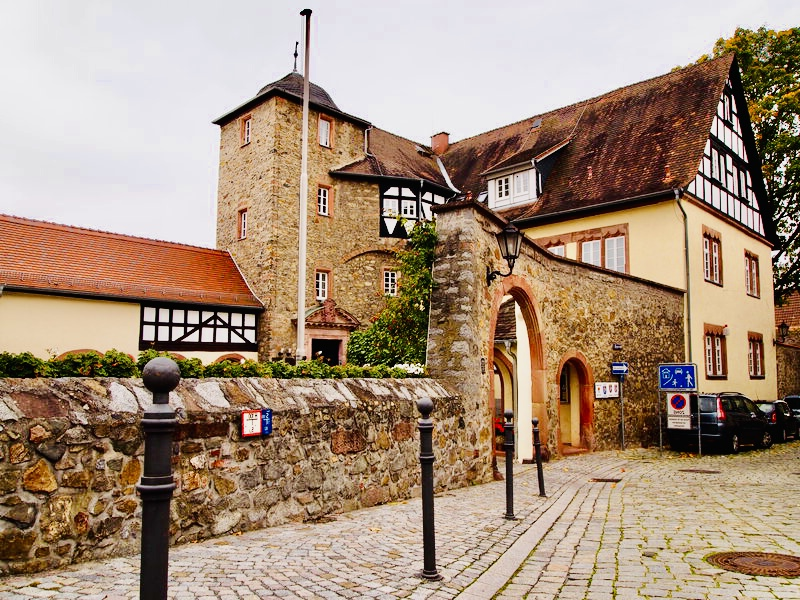
Franckensteiner Hof in Oppenheim

## Bekannte Mitglieder des Geschlechts
- Konrad II. Reiz von Breuberg, als Konrad I. von Frankenstein erster Namensträger und wahrscheinlicher Erbauer der Burg Frankenstein von 1245 bis 1292
- Anna Maria von und zu Franckenstein, Äbtissin des Benediktinerinnenkloster Neuburg an der Donau von 1535 bis 1549
- Rudolf von und zu Frankenstein, Fürstbischof von Speyer von 1552 bis 1560
- Johann Richard von Franckenstein, Dompropst des Bistums Würzburg, Domkapitular des Bistums Worms von 1637 bis 1675
- Johann Friedrich Ludwig von Frankenstein wurde 1670 von Kaiser Leopold I. in den Reichsfreiherrenstand erhoben.
- Johann Karl von und zu Frankenstein, Fürstbischof von Worms von 1683 bis 1691
- Johann Philipp Anton von und zu Franckenstein, Fürstbischof von Bamberg von 1746 bis 1753
- Johann Philipp Ludwig Ignaz von Frankenstein (1700–1780), Würzburger Domkapitular
- Johann Karl Friedrich Franz Xaver von Frankenstein auf Ockstatt, Holstatt und Erpen war Gesandter des Großherzogs von Frankfurt am königlich bayerischen Hof.
- Georg Arbogast von und zu Franckenstein (1825–1890), deutscher Parlamentarier, Vorstand der Zentrumspartei, Präsident der bayerischen Reichsratskammer
- Karl von und zu Franckenstein (1831–1898), österreichischer Diplomat und Gesandter
- Johann Karl von und zu Franckenstein (1858–1913), bayerischer Reichsrat und Mitglied des Deutschen Reichstags für die Zentrumspartei
- Moritz von und zu Franckenstein (1869–1931), bayerischer Reichsrat und Mitglied des Deutschen Reichstags.
- Clemens von Franckenstein (1875–1942), deutscher Komponist und letzter königlich bayerischer Generalintendant in München
- Georg Albert von und zu Franckenstein (1878–1953), k.u.k. Gesandter am osmanischen Hof, österreichischer Botschafter in London von 1920 bis 1938; ab 1938 auch Sir George Franckenstein
- Kay Freifrau von und zu Franckenstein, geborene Kay Boyle (1902–1992), US-Schriftstellerin
- Joseph Freiherr von und zu Franckenstein (1910–1963), deutsch-österreichischer Widerstandskämpfer, Altphilologe und Herausgeber von Die Neue Zeitung
- Georg Freiherr von und zu Franckenstein (1898–1965), Gutsbesitzer, Politiker; MdL; CSU

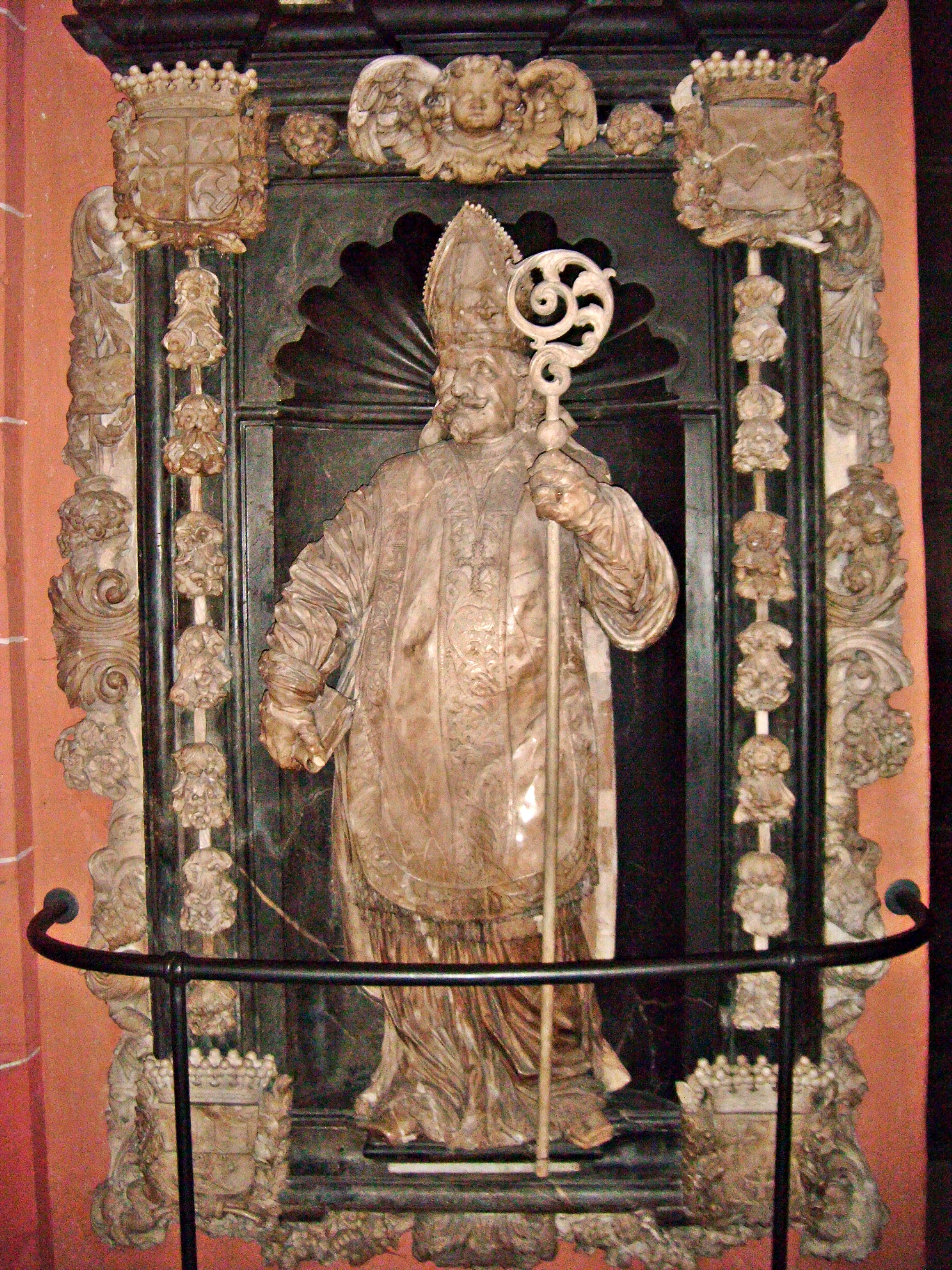
Johann Karl von und zu Franckenstein (1610–1691), Fürstbischof von Worms
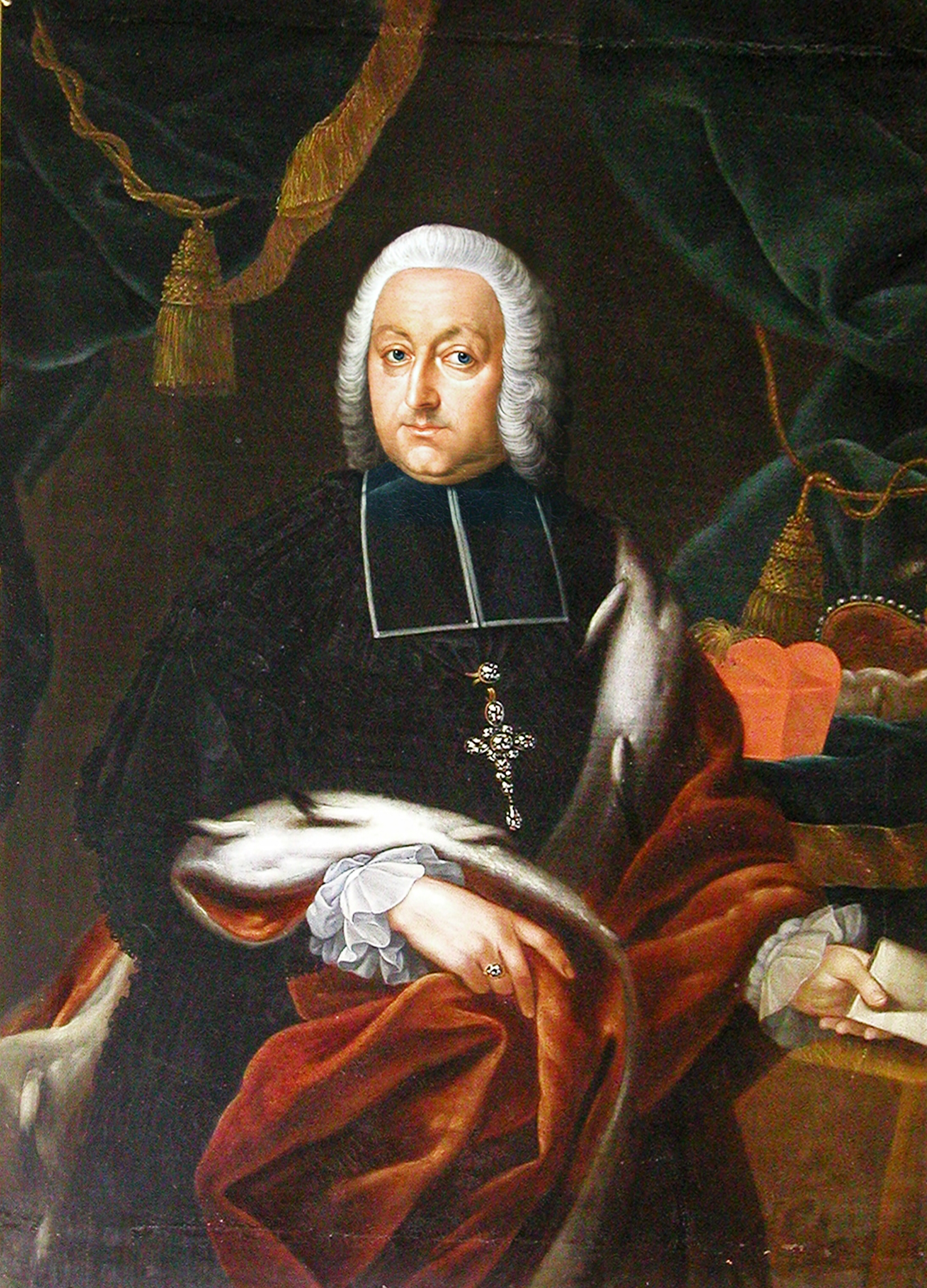
Philipp Anton von Franckenstein, Fürstbischof von Bamberg (1746–1753)
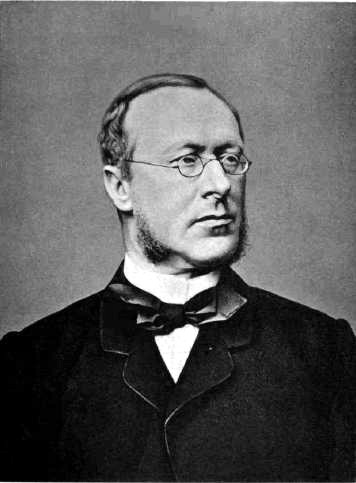
Georg Arbogast von und zu Franckenstein, 1879 bis 1887 Erster Vizepräsident des Reichstags